# Серпень 2020
Серпень 2020 — восьмий місяць 2020 року, що розпочався в суботу 1 серпня та закінчився в понеділок 31 серпня.

## Події
- 1 серпня
  - Національна поліція України під час затримання застрелила Романа Скрипника, який 23 липня взяв у Полтаві у заручники поліцейського[1].
- 2 серпня
  - Здійснено посадку капсули космічного корабля Crew Dragon, яка повернула із МКС на Землю двох астронавтів із місії SpaceX DM-2[2].
- 4 серпня
  - У порту Бейруту, Ліван, пролунало два потужних вибухи. Загинули кількадесят осіб, поранених кілька тисяч[3].
  - Поряд із центральним входом Київського академічного театру драми і комедії на лівому березі Дніпра відкрито меморіальну дошку Едуарду Митницькому, засновнику та керівнику театру з 1978 по 2018 роки[4][5].
- 5 серпня
  - На Карибський басейн та США обрушився Ураган Ісайя загинуло 18 людей та завдано збитків на суму 4,7 мільярдів доларів[6].
- 6 серпня
  - Президент США Дональд Трамп підписав укази, що вимагають від американських компаній протягом 45 днів припинити усі операції із додатками TikTok (компанія ByteDance) та WeChat (Tencent Holdings). Рішення мотивоване інтересами національної безпеки.[7]
  - На українському фрегаті «Гетьман Сагайдачний» виявили коронавірус[8].
- 7 серпня
  - У результаті авіакатастрофи літака Boeing 737 в аеропорту м. Кожикоде (Індія) загинуло 18 людей[9].
- 8 серпня
  - Влада Маврикію оголосила надзвичайний стан через вилив нафтопродуктів у океан від танкеру, який сів на мілину поблизу острова 25 липня. Острову загрожує екологічна катастрофа.[10].
- 9 серпня
  - Президентські вибори в Білорусі: за даними державного екзит-полу, чинний президент Олександр Лукашенко перемагає у виборах; він набрав 79,7 % голосів, друге місце посіла опозиційна кандидатка Світлана Тихановська (6,8 %), третє — Анна Канопацька (2,3 %).[11] У багатьох містах Білорусі спалахнули протести через можливі фальсифікації; міліція застосувала гумові кулі, світлошумові гранати та водомети[12].
- 10 серпня
  - Пандемія коронавірусної хвороби 2019: кількість хворих у світі досягла 20 мільйонів[13].
- 13 серпня
  - Ізраїль та ОАЕ підписали мирний договір з метою нормалізації відносин[14].
- 14 серпня
  - Угандієць Джошуа Чептегей установив новий світовий рекорд у чоловічому бігу на 5000 метрів[15].
- 16 серпня
  - Протести в Білорусі 2020: у Мінську та інших містах країни відбулися найбільші за історію незалежності країни протести — в них взяли участь понад 200 тисяч людей[16].
- 18 серпня
  - У Малі стався державний переворот[17].
  - Президентські вибори в Білорусі 2020: створено координаційну раду, яка своєю метою бачить перехід влади від Олександра Лукашенка до нового демократично вибраного уряду[18].
- 19 серпня
  - На 102 році життя помер видатний український науковець, Президент НАН України (1962—2020) Борис Патон[19].
- 20 серпня
  - Російського опозиційного політика Олексія Навального було отруєно невідомою речовиною — йому стало зле у літаку з Томська до Москви. Навального госпіталізовано.[20].
- 21 серпня
  - Іспанська «Севілья» стала переможцем Ліги Європи УЄФА 2019—2020; у фіналі вона перемогла італійський «Інтер»[21].
- 22 серпня
  - У Києві урочисто піднято національний прапор на найвищому флагштоку України. Висота флагштоку близько 90 м, розмір прапора — 16 на 24 метри.[22]
- 23 серпня
  - На озброєння Збройних сил України прийнятий ракетний комплекс «Нептун»[23].
  - Переможцем Ліги чемпіонів УЄФА 2019—2020 стала німецька «Баварія», яка у фіналі перемогда французький «Парі Сен-Жермен»[24].
  - Японський автогонщик Сато Такума виграв гонку в Індіанаполіс 500[25].
- 24 серпня
  - Від урагану Женев'єва у Мексиці загинуло 6 осіб[26].
- 25 серпня
  - Київське «Динамо» стало переможцем Суперкубку України з футболу 2020, здолавши донецький «Шахтар»[27].
- 26 серпня
  - Всесвітня організація охорони здоров'я оголосила про викорінення поліомієліту в Африці[28].
- 27 серпня
  - СБУ провела обшуки в офісах фінансової піраміди B2B Jewelry; за попередніми даними ошукали 600 тис. чоловік[29].
- 28 серпня
  - Ураган Лора обрушився на узбережжя американського штату Луїзіана як ураган 4-ї категорії[30].
  - У селищі Городниця на Житомирщині знайшли скарб із 32 срібних монет 1000—1019 років[31].
  - Прем'єр-міністр Японії Абе Сіндзо, який перебував на посаді понад 8 років, оголосив про свою відставку[32].
- 30 серпня
  - На парламентських виборах у Чорногорії найбільше голосів (35 %) здобула Демократична партія, яку очолює глава держави Мило Джуканович[33].
  - Протести в Білорусі 2020: у день народження Олександра Лукашенка в Мінську пройшла акція протесту «Марш миру і незалежності», в якій взяли участь понад 200 тисяч людей[34].
- 31 серпня
  - Балтійські країни ввели санкції проти Олександра Лукашенка та його оточення[35].